# Михаил Шуфутински
Михаил Захарович Шуфутински (на руски: Михаил Захарович Шуфутинский) е руски поп и шансон певец, пианист, композитор и продуцент.

## Биография
Михаил Шуфутински е роден на 13 април 1948 г. в Москва в семейство на етнически евреи. Бащата Захар Шуфутински е лекар и участва във войната срещу нацистка Германия. Майката умира когато Михаил е на пет години.
Учи баян в музикална школа. Завършва със специалност диригент, хормайстор, учител по музика и пеене в Московското музикално училище. Негова съученичка е Алла Пугачова. Работи като музикант в Москва и Магадан.
През 1981 г. емигрира в САЩ. Живее основно в Лос Анжелис и е подкрепен от руската емигрантска общност. Основава групата „Атаман бенд“ и свири в различни ресторанти. Като продуцент издава албумите „У нас в Одессе это не едят“ и „Я Вас люблю, мадам».
За пръв път изнася концерти в родината си през 1990 г. Издава автобиографичната книга „И вот стою я у черты…“. Завръща се окончателно в Руската федерация през 2003 г. Работи с най-известните руски автори на песни и епрекъснато изнася солови концерти.

## Семейство
Съпруга-Маргарита Шуфутинска (п. 2015). Деца-Давид и Антон. Внуци- Андрей, Ана, Михаил, Дмитрий, Ной, Захар и Ханна.

## Творчество

### Дискография
- Побег (1982)
- Атаман (1983)
- Гулливер (1984)
- Атаман – 2 (1984)
- Амнистия (1985)
- Атаман—3 (1986)
- Белый аист (1987)
- Нет проблем (1988)
- Ты у меня единственная (1989)
- Подмосковные вечера (1990)
- Моя жизнь (1991)
- Тихий Дон (1992)
- Киса – киса (1993)
- Гуляй, душа (1994)
- О, Женщины (1995)
- Добрый вечер, господа (1996)
- Однажды в Америке (1998)
- Ну и ради Бога (1999)
- Я родился в Москве ((2001)
- Наколочка (2002)
- Бум-Бум (2003)
- Пополам (2004)
- Соло (2005)
- Дуэты разных лет (2006)
- Москва-Владивосток (2007)
- Брато (2009)
- Дуэты разных лет 2 (2010)
- Love Story (2013)
- Я просто медленно люблю (2016)

Участва в множество сборни албуми, филма „Москва на Хъдсън“ и озвучаването на два филма. Автор на две книги.

## Награди
- 15 награди „Шансон на година“
- Заслужил артист на Руската федерация (2013)